# Copa del Rey de fútbol 2007-08
La Copa del Rey de fútbol 2007-08 fue la edición número 104 de la competición. Se disputó desde agosto de 2007 hasta mayo de 2008, con la participación de 83 equipos de la Primera, Segunda División, 2.ª B y Tercera División. Aunque jueguen en dichas categorías, no tienen permitida la participación equipos filiales de otros clubes.
Los equipos de Primera División comenzaron la competición en los dieciseisavos de final.
El ganador de la edición anterior, el Sevilla Fútbol Club, fue eliminado por gol de visitante empatando ante el Barcelona en los octavos de final.
El Valencia Club de Fútbol se proclamó campeón en la final disputada en el Estadio Vicente Calderón de Madrid, venciendo al Getafe Club de Fútbol por 3 goles a 1

## Equipos clasificados
Disputaron la Copa del Rey 2007–08, habiendo sellado su presencia en función de su clasificación en las cuatro primeras categorías del sistema de competición liguero en la temporada 2006-07, y partiendo de determinadas rondas según su categoría en la presente campaña, los siguientes equipos:

### Primera División
Los 20 equipos de la Primera División 2006-07:
| - Real Madrid C. F. - F. C. Barcelona - Sevilla F. C. - Valencia C. F. - Villarreal C. F. - Real Zaragoza - Club Atlético de Madrid - R. C. Recreativo de Huelva - Getafe C. F. - Real Racing Club de Santander | - R. C. D. Espanyol - R. C. D. Mallorca - R. C. Deportivo de La Coruña - C. A. Osasuna - Levante U. D. - Real Betis Balompié - Athletic Club - R. C. Celta de Vigo - Real Sociedad de F. - Club Gimnàstic de Tarragona |

### Segunda División
Los 21 equipos de Segunda División 2006/07 (excluido el Real Madrid Castilla como equipo filial):
| - Real Valladolid C. F. - U. D. Almería - Real Murcia C. F. - Granada 74 C. F. - Cádiz C. F. - Albacete Balompié - C. D. Tenerife - C. D. Numancia - Xerez C. D. - Elche C. F. - Club Polideportivo Ejido | - U. D. Salamanca - Real Sporting de Gijón - C. D. Castellón - Málaga C. F. - Hércules C. F. - Deportivo Alavés - U. D. Las Palmas - S. D. Ponferradina - Lorca Deportiva C. F. - U. D. Vecindario |

1. ↑  El Ciudad de Murcia, a través de su presidente Enrique Pina, vendió todas las acciones del club a un empresario dueño del Granada 74, que trasladó el domicilio social del club a Granada y le cambió el nombre por el de Granada 74 CF.

### Segunda División B
24 equipos de Segunda División B 2006/07 clasificados entre los 5 primeros de cada uno de los 4 grupos (excluidos equipos filiales) y los equipos no filiales con mejor puntuación del resto de clubs de la categoría, hasta completar el citado número:
| Grupo I - Pontevedra C. F. - Rayo Vallecano de Madrid - Racing Club de Ferrol - Universidad de Las Palmas - Talavera C. F. - U. D. San Sebastián de los Reyes - U. D. Puertollano | Grupo II - S. D. Eibar - Burgos C. F. - C. F. Palencia - Real Unión de Irún - Sestao River - Barakaldo C. F. - S. D. Lemona | Grupo III - Alicante C. F. - S. D. Huesca - C. D. Alcoyano - C. E. L'Hospitalet - C. F. Badalona | Grupo IV - C. D. Linares - Racing Club Portuense - Córdoba C. F. - F. C. Cartagena - Real Jaén C. F. |

### Tercera División
Los 18 equipos campeones de los grupos de Tercera División de España 2006-07 (en caso de que un equipo filial sea campeón de su grupo, la plaza se adjudica al equipo no filial mejor clasificado):
| - Coruxo F. C. - Caudal Deportivo - S. D. Noja - Zalla U. C. - C. F. Reus - C. D. Denia - R. S. D. Alcalá - C. D. Mirandés - Granada Atlético C. F. | - Algeciras C. F. - S. D. Ibiza - C. D. San Isidro - Mazarrón C. F. - Jerez C. F. - C. D. Valle de Egüés - Club Haro Deportivo - Uterbo C. F. - U. B. Conquense |

## 1.ª eliminatoria
La primera ronda del torneo la disputaron 42 equipos de 2.ª división B y 3.ª división, de los cuales 6 quedaron exentos. La eliminatoria se decidió a partido único, disputado el 29 de agosto de 2007.
| Local                     | Resultado    | Visitante                  |
| ------------------------- | ------------ | -------------------------- |
| Universidad de Las Palmas | 2-0          | San Sebastián de los Reyes |
| Alcalá                    | 1-5          | Pontevedra                 |
| Caudal Deportivo          | 0-1          | San Isidro                 |
| Noja                      | 1-2          | Conquense                  |
| Barakaldo                 | 1-1 (4-2 p.) | Mirandés                   |
| Lemona                    | 1-2          | Palencia                   |
| Zalla                     | 1-3          | Real Unión                 |
| Burgos                    | 2-0          | Club Haro Deportivo        |
| Uterbo                    | 1-2          | Valle de Egüés             |
| Huesca                    | 1-0          | Sestao River               |
| Dénia                     | 2-1          | Reus                       |
| Eivissa                   | 1-2          | Alicante                   |
| Coruxo                    | 2-4          | Badalona                   |
| Algeciras                 | 1-0          | Mazarrón                   |
| Granada Atlético          | 0-1          | Cartagena                  |
| Puertollano               | 2-1          | Linares                    |
| Portuense                 | 4-1          | Jerez                      |
| Lorca Deportiva           | 2-3          | Real Jaén                  |

## 2.ª eliminatoria
La segunda ronda del torneo la disputaron los 18 vencedores de la primera ronda, los 6 equipos exentos de la misma, y los 20 equipos de la 2.ª división, sin contar con el Eibar (exento) y el Sevilla Atlético (excluido por ser filial). La eliminatoria se jugó el 5 de septiembre de 2007, a excepción del partido entre la UD Las Palmas y la Real Sociedad de Fútbol, que se adelantó al 4 de septiembre.
| Local                     | Resultado    | Visitante              |
| ------------------------- | ------------ | ---------------------- |
| Universidad de Las Palmas | 0-1          | Alicante CF            |
| CD Valle de Egüés         | 1-2          | Burgos CF              |
| Talavera CF               | 2-1          | Barakaldo CF           |
| CD Alcoyano               | 2-0          | UB Conquense           |
| UD Puertollano            | 2-1          | CF Badalona            |
| Pontevedra CF             | 1-0          | FC Cartagena           |
| Real Jaén CF              | 0-2          | Rayo Vallecano         |
| CD San Isidro             | 2-5          | RC Portuense           |
| Algeciras CF              | 0-1          | CD Dénia               |
| CE L'Hospitalet           | 1-0          | SD Huesca              |
| CF Palencia               | 0-0 (p. 4-5) | SD Ponferradina        |
| Real Unión Club de Irún   | 3-0 *        | UD Vecindario          |
| Granada 74 CF             | 1-0          | Sporting de Gijón      |
| Albacete Balompié         | 1-0          | CD Castellón           |
| CD Tenerife               | 1-0          | Polideportivo Ejido    |
| Xerez CD                  | 3-1          | Racing de Ferrol       |
| UD Las Palmas             | 1-0          | Real Sociedad          |
| UD Salamanca              | 1-2          | Elche CF               |
| Córdoba CF                | 2-3          | Cádiz CF               |
| Deportivo Alavés          | 1-0          | Gimnàstic de Tarragona |
| Málaga CF                 | 2-1          | Celta de Vigo          |
| Hércules CF               | 2-0          | CD Numancia            |

- El UD Vecindario quedó eliminado por incomparecencia, al no desplazarse hasta Irún para disputar el partido, por problemas con el avión.

## 3.ª eliminatoria
La tercera ronda de la Copa se disputó a partido único el 10 de octubre. Se enfrentaron los vencedores y exentos de la anterior eliminatoria. Al igual que la anterior, los de segunda división se enfrentaron entre sí, quedando uno exento.
| Local              | Resultado    | Visitante        |
| ------------------ | ------------ | ---------------- |
| Burgos CF          | 2-0          | SD Ponferradina  |
| CD Alcoyano        | 1-1 (p. 5-3) | Rayo Vallecano   |
| CD Dénia           | 3-1          | RC Portuense     |
| Pontevedra CF      | 2-0          | UD Puertollano   |
| Talavera CF        | 0-2          | Alicante CF      |
| Real Unión de Irún | 2-1          | CE L'Hospitalet  |
| Hércules CF        | 2-1          | Deportivo Alavés |
| CD Tenerife        | 1-2          | Málaga CF        |
| Elche CF           | 2-1          | SD Eibar         |
| Cádiz CF           | 2-3          | Granada 74 CF    |
| Albacete Balompié  | 0-2          | Xerez CD         |

## Dieciseisavos de final
La ida se disputó los días 13 y 14 noviembre y 12 de diciembre. La vuelta se disputó los días 2 y 3 de enero. En esta ronda a los 12 equipos que superaron la fase anterior se unieron los 20 de primera división. El sorteo se hizo de tal forma que los equipos de Segunda B o Tercera se enfrentasen a los clasificados para la Liga de Campeones o Copa de la UEFA, a continuación los restantes equipos de Primera contra los de Segunda división, y por último, los 8 equipos restantes de Primera se agruparon entre sí en 4 eliminatorias.
| Local ida       | Resultado global | Local vuelta           | Ida | Vuelta |
| --------------- | ---------------- | ---------------------- | --- | ------ |
| Alicante        | 2-3              | Real Madrid            | 1-1 | 1-2    |
| Denia           | 4-5              | Sevilla                | 1-1 | 3-4    |
| Real Unión      | 1-5              | Valencia               | 1-2 | 0-3    |
| Alcoyano        | 2-5              | Barcelona              | 0-3 | 2-2    |
| Burgos          | 1-5              | Getafe                 | 0-1 | 1-4    |
| Pontevedra      | 2-3              | Real Zaragoza          | 1-0 | 1-3    |
| Las Palmas      | 3-6              | Villarreal             | 2-4 | 1-2    |
| Granada 74      | 2-3              | Atlético de Madrid     | 1-2 | 1-1    |
| Elche           | 1-4              | Real Betis             | 1-1 | 0-3    |
| Málaga          | 0-2              | Racing de Santander    | 0-0 | 0-2    |
| Xerez           | 1-2              | Recreativo de Huelva   | 0-1 | 1-1    |
| Hércules        | 2-4              | Athletic Club          | 2-2 | 0-2    |
| Espanyol        | 3-2              | Deportivo de La Coruña | 1-1 | 2-1    |
| Levante         | 3-2              | Almería                | 2-1 | 1-1    |
| Real Valladolid | 4-3              | Real Murcia            | 1-1 | 3-2    |
| Osasuna         | 2-4              | Mallorca               | 2-0 | 0-4    |

## Fase Final
|  | Octavos de final                                                | Octavos de final                                                | Octavos de final                                                | Octavos de final                                                |   |                     | Cuartos de final                                                 | Cuartos de final                                                 | Cuartos de final                                                 | Cuartos de final                                                 |  |           | Semifinales                                                        | Semifinales                                                        | Semifinales                                                        | Semifinales                                                        |  |          | Final                                                | Final                                                |  |
|  | 9 y 10 de enero de 2008 (ida) 15 y 16 de enero de 2008 (vuelta) | 9 y 10 de enero de 2008 (ida) 15 y 16 de enero de 2008 (vuelta) | 9 y 10 de enero de 2008 (ida) 15 y 16 de enero de 2008 (vuelta) | 9 y 10 de enero de 2008 (ida) 15 y 16 de enero de 2008 (vuelta) |   |                     | 23 y 24 de enero de 2008 (ida) 29 y 30 de enero de 2008 (vuelta) | 23 y 24 de enero de 2008 (ida) 29 y 30 de enero de 2008 (vuelta) | 23 y 24 de enero de 2008 (ida) 29 y 30 de enero de 2008 (vuelta) | 23 y 24 de enero de 2008 (ida) 29 y 30 de enero de 2008 (vuelta) |  |           | 27 y 28 de febrero de 2008 (ida) 19 y 20 de marzo de 2008 (vuelta) | 27 y 28 de febrero de 2008 (ida) 19 y 20 de marzo de 2008 (vuelta) | 27 y 28 de febrero de 2008 (ida) 19 y 20 de marzo de 2008 (vuelta) | 27 y 28 de febrero de 2008 (ida) 19 y 20 de marzo de 2008 (vuelta) |  |          | 16 de abril de 2008 Estadio Vicente Calderón, Madrid | 16 de abril de 2008 Estadio Vicente Calderón, Madrid |  |
|  |                                                                 |                                                                 |                                                                 |                                                                 |   |                     |                                                                  |                                                                  |                                                                  |                                                                  |  |           |                                                                    |                                                                    |                                                                    |                                                                    |  |          |                                                      |                                                      |  |
|  |                                                                 |                                                                 |                                                                 |                                                                 |   |                     |                                                                  |                                                                  |                                                                  |                                                                  |  |           |                                                                    |                                                                    |                                                                    |                                                                    |  |          |                                                      |                                                      |  |
|  | Recreativo de Huelva                                            | 1                                                               | 0                                                               | 1                                                               |   |                     |                                                                  |                                                                  |                                                                  |                                                                  |  |           |                                                                    |                                                                    |                                                                    |                                                                    |  |          |                                                      |                                                      |  |
|  | Recreativo de Huelva                                            | 1                                                               | 0                                                               | 1                                                               |   |                     |                                                                  |                                                                  |                                                                  |                                                                  |  |           |                                                                    |                                                                    |                                                                    |                                                                    |  |          |                                                      |                                                      |  |
|  | Villarreal                                                      | 0                                                               | 2                                                               | 2                                                               |   |                     |                                                                  |                                                                  |                                                                  |                                                                  |  |           |                                                                    |                                                                    |                                                                    |                                                                    |  |          |                                                      |                                                      |  |
|  | Villarreal                                                      | 0                                                               | 2                                                               | 2                                                               |   | Villarreal          | 0                                                                | 0                                                                | 0                                                                |                                                                  |  |           |                                                                    |                                                                    |                                                                    |                                                                    |  |          |                                                      |                                                      |  |
|  |                                                                 |                                                                 |                                                                 |                                                                 |   | Villarreal          | 0                                                                | 0                                                                | 0                                                                |                                                                  |  |           |                                                                    |                                                                    |                                                                    |                                                                    |  |          |                                                      |                                                      |  |
|  |                                                                 |                                                                 | Barcelona                                                       | 0                                                               | 1 | 1                   |                                                                  |                                                                  |                                                                  |                                                                  |  |           |                                                                    |                                                                    |                                                                    |                                                                    |  |          |                                                      |                                                      |  |
|  | Sevilla                                                         | 1                                                               | Barcelona                                                       | 0                                                               | 1 | 1                   | 0                                                                | 1                                                                |                                                                  |                                                                  |  |           |                                                                    |                                                                    |                                                                    |                                                                    |  |          |                                                      |                                                      |  |
|  | Sevilla                                                         | 1                                                               |                                                                 |                                                                 |   |                     |                                                                  |                                                                  |                                                                  |                                                                  |  |           |                                                                    |                                                                    |                                                                    |                                                                    |  |          |                                                      |                                                      |  |
|  | Barcelona (v.)                                                  | 1                                                               | 0                                                               | 1                                                               |   |                     |                                                                  |                                                                  |                                                                  |                                                                  |  |           |                                                                    |                                                                    |                                                                    |                                                                    |  |          |                                                      |                                                      |  |
|  | Barcelona (v.)                                                  | 1                                                               | 0                                                               | 1                                                               |   |                     |                                                                  |                                                                  |                                                                  |                                                                  |  | Barcelona | 1                                                                  | 2                                                                  | 3                                                                  |                                                                    |  |          |                                                      |                                                      |  |
|  |                                                                 |                                                                 |                                                                 |                                                                 |   |                     |                                                                  |                                                                  |                                                                  |                                                                  |  | Barcelona | 1                                                                  | 2                                                                  | 3                                                                  |                                                                    |  |          |                                                      |                                                      |  |
|  |                                                                 |                                                                 | Valencia                                                        | 1                                                               | 3 | 4                   |                                                                  |                                                                  |                                                                  |                                                                  |  |           |                                                                    |                                                                    |                                                                    |                                                                    |  |          |                                                      |                                                      |  |
|  | Real Betis                                                      | 1                                                               | Valencia                                                        | 1                                                               | 3 | 4                   | 1                                                                | 2                                                                |                                                                  |                                                                  |  |           |                                                                    |                                                                    |                                                                    |                                                                    |  |          |                                                      |                                                      |  |
|  | Real Betis                                                      | 1                                                               |                                                                 |                                                                 |   |                     |                                                                  |                                                                  |                                                                  |                                                                  |  |           |                                                                    |                                                                    |                                                                    |                                                                    |  |          |                                                      |                                                      |  |
|  | Valencia                                                        | 2                                                               | 2                                                               | 4                                                               |   |                     |                                                                  |                                                                  |                                                                  |                                                                  |  |           |                                                                    |                                                                    |                                                                    |                                                                    |  |          |                                                      |                                                      |  |
|  | Valencia                                                        | 2                                                               | 2                                                               | 4                                                               |   | Valencia (v.)       | 1                                                                | 2                                                                | 3                                                                |                                                                  |  |           |                                                                    |                                                                    |                                                                    |                                                                    |  |          |                                                      |                                                      |  |
|  |                                                                 |                                                                 |                                                                 |                                                                 |   | Valencia (v.)       | 1                                                                | 2                                                                | 3                                                                |                                                                  |  |           |                                                                    |                                                                    |                                                                    |                                                                    |  |          |                                                      |                                                      |  |
|  |                                                                 |                                                                 | Atlético de Madrid                                              | 0                                                               | 3 | 3                   |                                                                  |                                                                  |                                                                  |                                                                  |  |           |                                                                    |                                                                    |                                                                    |                                                                    |  |          |                                                      |                                                      |  |
|  | Atlético de Madrid (v.)                                         | 0                                                               | Atlético de Madrid                                              | 0                                                               | 3 | 3                   | 1                                                                | 1                                                                |                                                                  |                                                                  |  |           |                                                                    |                                                                    |                                                                    |                                                                    |  |          |                                                      |                                                      |  |
|  | Atlético de Madrid (v.)                                         | 0                                                               |                                                                 |                                                                 |   |                     |                                                                  |                                                                  |                                                                  |                                                                  |  |           |                                                                    |                                                                    |                                                                    |                                                                    |  |          |                                                      |                                                      |  |
|  | Real Valladolid                                                 | 0                                                               | 1                                                               | 1                                                               |   |                     |                                                                  |                                                                  |                                                                  |                                                                  |  |           |                                                                    |                                                                    |                                                                    |                                                                    |  |          |                                                      |                                                      |  |
|  | Real Valladolid                                                 | 0                                                               | 1                                                               | 1                                                               |   |                     |                                                                  |                                                                  |                                                                  |                                                                  |  |           |                                                                    |                                                                    |                                                                    |                                                                    |  | Valencia | 3                                                    |                                                      |  |
|  |                                                                 |                                                                 |                                                                 |                                                                 |   |                     |                                                                  |                                                                  |                                                                  |                                                                  |  |           |                                                                    |                                                                    |                                                                    |                                                                    |  | Valencia | 3                                                    |                                                      |  |
|  |                                                                 |                                                                 | Getafe                                                          | 1                                                               |   |                     |                                                                  |                                                                  |                                                                  |                                                                  |  |           |                                                                    |                                                                    |                                                                    |                                                                    |  |          |                                                      |                                                      |  |
|  | Getafe                                                          | 3                                                               | Getafe                                                          | 1                                                               | 1 | 4                   |                                                                  |                                                                  |                                                                  |                                                                  |  |           |                                                                    |                                                                    |                                                                    |                                                                    |  |          |                                                      |                                                      |  |
|  | Getafe                                                          | 3                                                               |                                                                 |                                                                 |   |                     |                                                                  |                                                                  |                                                                  |                                                                  |  |           |                                                                    |                                                                    |                                                                    |                                                                    |  |          |                                                      |                                                      |  |
|  | Levante                                                         | 0                                                               | 0                                                               | 0                                                               |   |                     |                                                                  |                                                                  |                                                                  |                                                                  |  |           |                                                                    |                                                                    |                                                                    |                                                                    |  |          |                                                      |                                                      |  |
|  | Levante                                                         | 0                                                               | 0                                                               | 0                                                               |   | Getafe (v.)         | 1                                                                | 1                                                                | 2                                                                |                                                                  |  |           |                                                                    |                                                                    |                                                                    |                                                                    |  |          |                                                      |                                                      |  |
|  |                                                                 |                                                                 |                                                                 |                                                                 |   | Getafe (v.)         | 1                                                                | 1                                                                | 2                                                                |                                                                  |  |           |                                                                    |                                                                    |                                                                    |                                                                    |  |          |                                                      |                                                      |  |
|  |                                                                 |                                                                 | Mallorca                                                        | 0                                                               | 2 | 2                   |                                                                  |                                                                  |                                                                  |                                                                  |  |           |                                                                    |                                                                    |                                                                    |                                                                    |  |          |                                                      |                                                      |  |
|  | Mallorca                                                        | 2                                                               | Mallorca                                                        | 0                                                               | 2 | 2                   | 1                                                                | 3                                                                |                                                                  |                                                                  |  |           |                                                                    |                                                                    |                                                                    |                                                                    |  |          |                                                      |                                                      |  |
|  | Mallorca                                                        | 2                                                               |                                                                 |                                                                 |   |                     |                                                                  |                                                                  |                                                                  |                                                                  |  |           |                                                                    |                                                                    |                                                                    |                                                                    |  |          |                                                      |                                                      |  |
|  | Real Madrid                                                     | 1                                                               | 0                                                               | 1                                                               |   |                     |                                                                  |                                                                  |                                                                  |                                                                  |  |           |                                                                    |                                                                    |                                                                    |                                                                    |  |          |                                                      |                                                      |  |
|  | Real Madrid                                                     | 1                                                               | 0                                                               | 1                                                               |   |                     |                                                                  |                                                                  |                                                                  |                                                                  |  | Getafe    | 3                                                                  | 1                                                                  | 4                                                                  |                                                                    |  |          |                                                      |                                                      |  |
|  |                                                                 |                                                                 |                                                                 |                                                                 |   |                     |                                                                  |                                                                  |                                                                  |                                                                  |  | Getafe    | 3                                                                  | 1                                                                  | 4                                                                  |                                                                    |  |          |                                                      |                                                      |  |
|  |                                                                 |                                                                 | Racing de Santander                                             | 1                                                               | 1 | 2                   |                                                                  |                                                                  |                                                                  |                                                                  |  |           |                                                                    |                                                                    |                                                                    |                                                                    |  |          |                                                      |                                                      |  |
|  | Real Zaragoza                                                   | 1                                                               | Racing de Santander                                             | 1                                                               | 1 | 2                   | 2                                                                | 3                                                                |                                                                  |                                                                  |  |           |                                                                    |                                                                    |                                                                    |                                                                    |  |          |                                                      |                                                      |  |
|  | Real Zaragoza                                                   | 1                                                               |                                                                 |                                                                 |   |                     |                                                                  |                                                                  |                                                                  |                                                                  |  |           |                                                                    |                                                                    |                                                                    |                                                                    |  |          |                                                      |                                                      |  |
|  | Racing de Santander                                             | 1                                                               | 4                                                               | 5                                                               |   |                     |                                                                  |                                                                  |                                                                  |                                                                  |  |           |                                                                    |                                                                    |                                                                    |                                                                    |  |          |                                                      |                                                      |  |
|  | Racing de Santander                                             | 1                                                               | 4                                                               | 5                                                               |   | Racing de Santander | 2                                                                | 3                                                                | 5                                                                |                                                                  |  |           |                                                                    |                                                                    |                                                                    |                                                                    |  |          |                                                      |                                                      |  |
|  |                                                                 |                                                                 |                                                                 |                                                                 |   | Racing de Santander | 2                                                                | 3                                                                | 5                                                                |                                                                  |  |           |                                                                    |                                                                    |                                                                    |                                                                    |  |          |                                                      |                                                      |  |
|  |                                                                 |                                                                 | Athletic Club                                                   | 0                                                               | 3 | 3                   |                                                                  |                                                                  |                                                                  |                                                                  |  |           |                                                                    |                                                                    |                                                                    |                                                                    |  |          |                                                      |                                                      |  |
|  | Athletic Club (p.)                                              | 1                                                               | Athletic Club                                                   | 0                                                               | 3 | 3                   | 1                                                                | 2 (4)                                                            |                                                                  |                                                                  |  |           |                                                                    |                                                                    |                                                                    |                                                                    |  |          |                                                      |                                                      |  |
|  | Athletic Club (p.)                                              | 1                                                               |                                                                 |                                                                 |   |                     |                                                                  |                                                                  |                                                                  |                                                                  |  |           |                                                                    |                                                                    |                                                                    |                                                                    |  |          |                                                      |                                                      |  |
|  | Espanyol                                                        | 1                                                               | 1                                                               | 2 (3)                                                           |   |                     |                                                                  |                                                                  |                                                                  |                                                                  |  |           |                                                                    |                                                                    |                                                                    |                                                                    |  |          |                                                      |                                                      |  |
|  | Espanyol                                                        | 1                                                               | 1                                                               | 2 (3)                                                           |   |                     |                                                                  |                                                                  |                                                                  |                                                                  |  |           |                                                                    |                                                                    |                                                                    |                                                                    |  |          |                                                      |                                                      |  |
|  |                                                                 |                                                                 |                                                                 |                                                                 |   |                     |                                                                  |                                                                  |                                                                  |                                                                  |  |           |                                                                    |                                                                    |                                                                    |                                                                    |  |          |                                                      |                                                      |  |

## Octavos de final
| Local ida            | Resultado global | Local vuelta        | Ida | Vuelta |
| -------------------- | ---------------- | ------------------- | --- | ------ |
| Recreativo de Huelva | 1-2              | Villarreal          | 1-0 | 0-2    |
| Sevilla              | 1-1 (v.)         | Barcelona           | 1-1 | 0-0    |
| Real Betis           | 2-4              | Valencia            | 1-2 | 1-2    |
| Atlético de Madrid   | (v.) 1-1         | Real Valladolid     | 0-0 | 1-1    |
| Getafe               | 4-0              | Levante             | 3-0 | 1-0    |
| Mallorca             | 3-1              | Real Madrid         | 2-1 | 1-0    |
| Real Zaragoza        | 3-5              | Racing de Santander | 1-1 | 2-4    |
| Athletic Club        | (4-3 p.) 2-2     | Espanyol            | 1-1 | 1-1    |

### Recreativo de Huelva - Villarreal
| Ida; 9 de enero de 2008, 20:00 (CEST) | Recreativo de Huelva | 1:0 (1:0) | Villarreal | Nuevo Colombino, Huelva                                            |                                                                    |
|                                       | Cáceres 2'           | Reporte   |            | Asistencia: 6 000 espectadores Árbitro(s): Javier Turienzo Álvarez | Asistencia: 6 000 espectadores Árbitro(s): Javier Turienzo Álvarez |

| Vuelta; 16 de enero de 2008, 20:00 (CEST) | Villarreal             | 2:0 (1:0) | Recreativo de Huelva | El Madrigal, Villarreal                                              |                                                                      |
|                                           | Senna 10' · Rossi 102' | Reporte   |                      | Asistencia: 13 000 espectadores Árbitro(s): Alberto Undiano Mallenco | Asistencia: 13 000 espectadores Árbitro(s): Alberto Undiano Mallenco |
| Eliminatoria resuelta en la prórroga      |                        |           |                      |                                                                      |                                                                      |

### Sevilla - Barcelona
| Ida; 9 de enero de 2008, 22:00 (CEST) | Sevilla   | 1:1 (1:1) | Barcelona | Ramón Sánchez Pizjuán, Sevilla                                   |                                                                  |
|                                       | Capel 44' | Reporte   | Henry 24' | Asistencia: 42 500 espectadores Árbitro(s): Arturo Daudén Ibáñez | Asistencia: 42 500 espectadores Árbitro(s): Arturo Daudén Ibáñez |

| Vuelta; 15 de enero de 2008, 21:00 (CEST)            | Barcelona | 0:0     | Sevilla | Camp Nou, Barcelona                                               |                                                                   |
|                                                      |           | Reporte |         | Asistencia: 75 917 espectadores Árbitro(s): Alfonso Pérez Burrull | Asistencia: 75 917 espectadores Árbitro(s): Alfonso Pérez Burrull |
| Eliminatoria resuelta por Regla del gol de visitante |           |         |         |                                                                   |                                                                   |

### Real Betis - Valencia
| Ida; 9 de enero de 2008, 20:00 (CEST) | Real Betis | 1:2 (0:2) | Valencia       | Estadio Manuel Ruiz de Lopera, Sevilla                              |                                                                     |
|                                       | Pavone 48' | Reporte   | Joaquín 2' 12' | Asistencia: 18 000 espectadores Árbitro(s): Miguel Ángel Pérez Lasa | Asistencia: 18 000 espectadores Árbitro(s): Miguel Ángel Pérez Lasa |

| Vuelta; 16 de enero de 2008, 22:00 (CEST) | Valencia               | 2:1 (1:0) | Real Betis  | Mestalla, Valencia                                                |                                                                   |
|                                           | Žigić 9' · Vicente 69' | Reporte   | Juanito 76' | Asistencia: 20 000 espectadores Árbitro(s): Antonio Rubinos Pérez | Asistencia: 20 000 espectadores Árbitro(s): Antonio Rubinos Pérez |

### Atlético de Madrid - Real Valladolid
| Ida; 10 de enero de 2008, 20:00 (CEST) | Atlético de Madrid | 0:0     | Real Valladolid | Vicente Calderón, Madrid                                             |                                                                      |
|                                        |                    | Reporte |                 | Asistencia: 15 000 espectadores Árbitro(s): Rafael Ramírez Domínguez | Asistencia: 15 000 espectadores Árbitro(s): Rafael Ramírez Domínguez |

| Vuelta; 16 de enero de 2008, 20:00 (CEST)            | Real Valladolid | 1:1 (0:0) | Atlético de Madrid | Nuevo José Zorrilla, Valladolid                                        |                                                                        |
|                                                      | Llorente 68'    | Reporte   | Agüero 49'         | Asistencia: 20 653 espectadores Árbitro(s): Eduardo Iturralde González | Asistencia: 20 653 espectadores Árbitro(s): Eduardo Iturralde González |
| Eliminatoria resuelta por Regla del gol de visitante |                 |           |                    |                                                                        |                                                                        |

### Getafe - Levante
| Ida; 9 de enero de 2008, 20:00 (CEST) | Getafe                               | 3:0 (1:0) | Levante | Coliseum Alfonso Pérez, Getafe                                      |                                                                     |
|                                       | Albín 36' · Casquero 72' · Pablo 78' | Reporte   |         | Asistencia: 7 500 espectadores Árbitro(s): José Luis Paradas Romero | Asistencia: 7 500 espectadores Árbitro(s): José Luis Paradas Romero |

| Vuelta; 16 de enero de 2008, 20:00 (CEST) | Levante | 0:1 (0:0) | Getafe      | Estadio Ciudad de Valencia, Valencia                                      |                                                                           |
|                                           |         | Reporte   | Gavilán 64' | Asistencia: 1 000 espectadores Árbitro(s): Manuel Enrique Mejuto González | Asistencia: 1 000 espectadores Árbitro(s): Manuel Enrique Mejuto González |

### Mallorca - Real Madrid
| Ida; 10 de enero de 2008, 22:00 (CEST) | Mallorca               | 2:1 (1:1) | Real Madrid | ONO Estadi, Palma de Mallorca                                       |                                                                     |
|                                        | Trejo 24' · Arango 51' | Reporte   | Higuaín 25' | Asistencia: 20 500 espectadores Árbitro(s): Carlos Delgado Ferreiro | Asistencia: 20 500 espectadores Árbitro(s): Carlos Delgado Ferreiro |

| Vuelta; 16 de enero de 2008, 21:00 (CEST) | Real Madrid | 0:1 (0:0) | Mallorca    | Santiago Bernabéu, Madrid                                         |                                                                   |
|                                           |             | Reporte   | Ibagaza 82' | Asistencia: 45 000 espectadores Árbitro(s): Luis Medina Cantalejo | Asistencia: 45 000 espectadores Árbitro(s): Luis Medina Cantalejo |

### Real Zaragoza - Racing de Santander
| Ida; 9 de enero de 2008, 20:00 (CEST) | Real Zaragoza | 1:1 (1:0) | Racing de Santander | La Romareda, Zaragoza                                                 |                                                                       |
|                                       | Oliveira 23'  | Reporte   | Garay 74'           | Asistencia: 13 000 espectadores Árbitro(s): Alfonso Álvarez Izquierdo | Asistencia: 13 000 espectadores Árbitro(s): Alfonso Álvarez Izquierdo |

| Vuelta; 16 de enero de 2008, 20:00 (CEST) | Racing de Santander                              | 4:2 (2:1) | Real Zaragoza               | El Sardinero, Santander                                                 |                                                                         |
|                                           | Tchité 24' · Oriol 33' · Serrano 67' · Garay 90' | Reporte   | Oliveira 5' · D. Milito 81' | Asistencia: 18 500 espectadores Árbitro(s): Bernardino González Vázquez | Asistencia: 18 500 espectadores Árbitro(s): Bernardino González Vázquez |

### Athletic Club - Espanyol
| Ida; 9 de enero de 2008, 20:00 (CEST) | Athletic Club | 1:1 (0:0) | Espanyol     | San Mamés, Bilbao                                                     |                                                                       |
|                                       | Susaeta 73'   | Reporte   | Jonathan 69' | Asistencia: 5 000 espectadores Árbitro(s): Fernando Teixeira Vitienes | Asistencia: 5 000 espectadores Árbitro(s): Fernando Teixeira Vitienes |

| Vuelta; 16 de enero de 2008, 20:00 (CEST) | Espanyol      | 1:1 (1:0) | Athletic Club | Estadio Olímpico Lluís Companys, Barcelona                            |                                                                       |
|                                           | L. García 10' | Reporte   | Iraola 82'    | Asistencia: 13 450 espectadores Árbitro(s): Julián Rodríguez Santiago | Asistencia: 13 450 espectadores Árbitro(s): Julián Rodríguez Santiago |

| Tanda de Penaltis |  |     |  |           |
| Tamudo            |  | 1:1 |  | Garmendia |
| Valdo             |  | 2:1 |  | López     |
| Moha              |  | 3:2 |  | Yeste     |
| Smiljanic         |  | 3:3 |  | Susaeta   |
| Torrejón          |  | 3:4 |  | Iraola    |

## Cuartos de final
Los partidos de ida se disputarán el 23 y 24 de enero, y los de vuelta el 30 de enero
| Local ida           | Resultado global | Local vuelta       | Ida | Vuelta |
| ------------------- | ---------------- | ------------------ | --- | ------ |
| Racing de Santander | 5-3              | Athletic Club      | 2-0 | 3-3    |
| Getafe              | (v.) 2-2         | Mallorca           | 1-0 | 1-2    |
| Valencia            | (v.) 3-3         | Atlético de Madrid | 1-0 | 2-3    |
| Villarreal          | 0-1              | Barcelona          | 0-0 | 0-1    |

### Racing de Santander - Athletic Club
| Ida; 24 de enero de 2008, 20:00 (CEST) | Racing de Santander       | 2:0 (0:0) | Athletic Club | El Sardinero, Santander                                              |                                                                      |
|                                        | Tchité 72' · Smolarek 76' | Reporte   |               | Asistencia: 22 000 espectadores Árbitro(s): David Fernández Borbalán | Asistencia: 22 000 espectadores Árbitro(s): David Fernández Borbalán |

| Vuelta; 30 de enero de 2008, 20:00 (CEST) | Athletic Club                            | 3:3 (2:0) | Racing de Santander                    | San Mamés, Bilbao                                                 |                                                                   |
|                                           | Amorebieta 21' · Muñoz 28' · Susaeta 57' | Reporte   | Duscher 55' · Tchité 76' · Serrano 90' | Asistencia: 40 000 espectadores Árbitro(s): Antonio Rubinos Pérez | Asistencia: 40 000 espectadores Árbitro(s): Antonio Rubinos Pérez |

### Getafe - Mallorca
| Ida; 23 de enero de 2008, 20:00 (CEST) | Getafe        | 1:0 (0:0) | Mallorca | Coliseum Alfonso Pérez, Getafe                                  |                                                                 |
|                                        | De la Red 51' | Reporte   |          | Asistencia: 7 000 espectadores Árbitro(s): Arturo Daudén Ibáñez | Asistencia: 7 000 espectadores Árbitro(s): Arturo Daudén Ibáñez |

| Vuelta; 30 de enero de 2008, 21:00 (CEST) | Mallorca                | 2:1 (1:0) | Getafe      | ONO Estadi, Palma de Mallorca                                          |                                                                        |
|                                           | Ibagaza 7' · Arango 55' | Reporte   | Granero 81' | Asistencia: 20 500 espectadores Árbitro(s): Eduardo Iturralde González | Asistencia: 20 500 espectadores Árbitro(s): Eduardo Iturralde González |

### Valencia - Atlético de Madrid
| Ida; 23 de enero de 2008, 22:00 (CEST) | Valencia  | 1:0 (1:0) | Atlético de Madrid | Mestalla, Valencia                                            |                                                               |
|                                        | Silva 32' | Reporte   |                    | Asistencia: 47 000 espectadores Árbitro(s): Carlos Clos Gómez | Asistencia: 47 000 espectadores Árbitro(s): Carlos Clos Gómez |

| Vuelta; 30 de enero de 2008, 20:45 (CEST)            | Atlético de Madrid                         | 3:2 (2:2) | Valencia                         | Estadio Vicente Calderón, Madrid                                     |                                                                      |
|                                                      | Miguel 9' (a.g.) · Agüero 18' · Valera 60' | Reporte   | C. Santana 27' (a.g.) · Mata 35' | Asistencia: 32 000 espectadores Árbitro(s): Alberto Undiano Mallenco | Asistencia: 32 000 espectadores Árbitro(s): Alberto Undiano Mallenco |
| Eliminatoria resuelta por Regla del gol de visitante |                                            |           |                                  |                                                                      |                                                                      |

### Villarreal - Barcelona
| Ida; 24 de enero de 2008, 22:00 (CEST) | Villarreal | 0:0     | Barcelona | El Madrigal, Villarreal                                             |                                                                     |
|                                        |            | Reporte |           | Asistencia: 21 000 espectadores Árbitro(s): Miguel Ángel Pérez Lasa | Asistencia: 21 000 espectadores Árbitro(s): Miguel Ángel Pérez Lasa |

| Vuelta; 31 de enero de 2008, 22:00 (CEST) | Barcelona | 1:0 (1:0) | Villarreal | Camp Nou, Barcelona                                                |                                                                    |
|                                           | Henry 41' | Reporte   |            | Asistencia: 78 000 espectadores Árbitro(s): Manuel Mejuto González | Asistencia: 78 000 espectadores Árbitro(s): Manuel Mejuto González |

## Semifinales
| Local ida | Resultado global | Local vuelta        | Ida | Vuelta |
| --------- | ---------------- | ------------------- | --- | ------ |
| Getafe    | 4-2              | Racing de Santander | 3-1 | 1-1    |
| Barcelona | 3-4              | Valencia            | 1-1 | 2-3    |

### Getafe - Racing de Santander
| Ida; 28 de febrero de 2008, 21:00 (CEST) | Getafe                                  | 3:1 (1:1:) | Racing de Santander | Coliseum Alfonso Pérez, Getafe                                          |                                                                         |
|                                          | De la Red 25' · Casquero 57' · Manu 83' | Reporte    | Smolarek 28'        | Asistencia: 12 000 espectadores Árbitro(s): Bernardino González Vázquez | Asistencia: 12 000 espectadores Árbitro(s): Bernardino González Vázquez |

| Vuelta; 19 de marzo de 2008, 20:45 (CEST) | Racing de Santander | 1:1 (1:0) | Getafe       | El Sardinero, Santander                                           |                                                                   |
|                                           | Munitis 7'          | Reporte   | Casquero 80' | Asistencia: 22 000 espectadores Árbitro(s): César Muñiz Fernández | Asistencia: 22 000 espectadores Árbitro(s): César Muñiz Fernández |

### Barcelona - Valencia
| Ida; 27 de febrero de 2008, 22:00 (CEST) | Barcelona  | 1:1 (0:0) | Valencia        | Camp Nou, Barcelona                                                    |                                                                        |
|                                          | Xavi 90+3' | Reporte   | David Villa 69' | Asistencia: 74 378 espectadores Árbitro(s): Eduardo Iturralde González | Asistencia: 74 378 espectadores Árbitro(s): Eduardo Iturralde González |

| Vuelta; 20 de marzo de 2008, 20:45 (CEST) | Valencia                  | 3:2 (2:0) | Barcelona             | Mestalla, Valencia                                                 |                                                                    |
|                                           | Baraja 17' · Mata 44' 73' | Reporte   | Henry 72' · Eto'o 80' | Asistencia: 55 000 espectadores Árbitro(s): Manuel Mejuto González | Asistencia: 55 000 espectadores Árbitro(s): Manuel Mejuto González |

## Final
| 13         | POR        | Timo Hildebrand  |     |
| 23         | DEF        | Miguel Brito     |     |
| 20         | DEF        | Alexis Ruano     |     |
| 4          | DEF        | Raúl Albiol      | 58' |
| 24         | DEF        | Emiliano Moretti | 67' |
| 5          | MED        | Carlos Marchena  |     |
| 8          | MED        | Rubén Baraja     |     |
| 21         | MED        | David Silva      |     |
| 16         | DEL        | Juan Mata        |     |
| 19         | DEL        | Javier Arizmendi |     |
| 7          | DEL        | David Villa      | 76' |
| Entrenador | Entrenador | Ronald Koeman    |     |

| 1          | POR        | Oscar Ustari     |     |
| 21         | DEF        | David Cortés     |     |
| 3          | DEF        | Cata Díaz        |     |
| 23         | DEF        | Manuel Tena      | 78' |
| 12         | DEF        | Lucas Licht      |     |
| 2          | MED        | Cosmin Contra    | 56' |
| 10         | MED        | Rubén de la Red  |     |
| 22         | MED        | Javier Casquero  | 66' |
| 25         | MED        | Esteban Granero  |     |
| 16         | DEL        | Juan Ángel Albín |     |
| 14         | DEL        | Manu del Moral   |     |
| Entrenador | Entrenador | Michael Laudrup  |     |

| 12 | DEF | Marco Caneira      | 58' |
| 22 | MED | Edu                | 67' |
| 9  | DEL | Fernando Morientes | 76' |

| 24 | MED | Pablo Hernández | 56' |
| 6  | MED | Fabio Celestini | 66' |
| 9  | MED | Braulio Nóbrega | 78' |

| Anotado | 4'  | Juan Mata          | 1-0 |
| Anotado | 12' | Alexis Ruano       | 2-0 |
| Anotado | 85' | Fernando Morientes | 3-1 |

| Anotado · Penal | 45' | Esteban Granero | 2-1 |

| Amonestado | 22' | Miguel Brito       |
| Amonestado | 23' | David Silva        |
| Amonestado | 39' | Alexis Ruano       |
| Amonestado | 45' | Juan Mata          |
| Amonestado | 67' | Carlos Marchena    |
| Amonestado | 85’ | Fernando Morientes |

| Amonestado | 32' | Lucas Licht     |
| Amonestado | 33' | Esteban Granero |
| Amonestado | 43' | Javier Casquero |
| Amonestado | 82' | Cata Díaz       |
| Expulsado  | 86' | Fabio Celestini |

| Árbitro             | Alberto Undiano Mallenco       |
| Árbitros asistentes | Fermín Martínez Ibáñez         |
| Árbitros asistentes | Roberto Díaz Pérez Del Palomar |
| Cuarto árbitro      | Bernardino González Vázquez    |

| 13         | POR        | Timo Hildebrand  |     |
| 23         | DEF        | Miguel Brito     |     |
| 20         | DEF        | Alexis Ruano     |     |
| 4          | DEF        | Raúl Albiol      | 58' |
| 24         | DEF        | Emiliano Moretti | 67' |
| 5          | MED        | Carlos Marchena  |     |
| 8          | MED        | Rubén Baraja     |     |
| 21         | MED        | David Silva      |     |
| 16         | DEL        | Juan Mata        |     |
| 19         | DEL        | Javier Arizmendi |     |
| 7          | DEL        | David Villa      | 76' |
| Entrenador | Entrenador | Ronald Koeman    |     |

| 1          | POR        | Oscar Ustari     |     |
| 21         | DEF        | David Cortés     |     |
| 3          | DEF        | Cata Díaz        |     |
| 23         | DEF        | Manuel Tena      | 78' |
| 12         | DEF        | Lucas Licht      |     |
| 2          | MED        | Cosmin Contra    | 56' |
| 10         | MED        | Rubén de la Red  |     |
| 22         | MED        | Javier Casquero  | 66' |
| 25         | MED        | Esteban Granero  |     |
| 16         | DEL        | Juan Ángel Albín |     |
| 14         | DEL        | Manu del Moral   |     |
| Entrenador | Entrenador | Michael Laudrup  |     |

| 12 | DEF | Marco Caneira      | 58' |
| 22 | MED | Edu                | 67' |
| 9  | DEL | Fernando Morientes | 76' |

| 24 | MED | Pablo Hernández | 56' |
| 6  | MED | Fabio Celestini | 66' |
| 9  | MED | Braulio Nóbrega | 78' |

| Anotado | 4'  | Juan Mata          | 1-0 |
| Anotado | 12' | Alexis Ruano       | 2-0 |
| Anotado | 85' | Fernando Morientes | 3-1 |

| Anotado · Penal | 45' | Esteban Granero | 2-1 |

| Amonestado | 22' | Miguel Brito       |
| Amonestado | 23' | David Silva        |
| Amonestado | 39' | Alexis Ruano       |
| Amonestado | 45' | Juan Mata          |
| Amonestado | 67' | Carlos Marchena    |
| Amonestado | 85’ | Fernando Morientes |

| Amonestado | 32' | Lucas Licht     |
| Amonestado | 33' | Esteban Granero |
| Amonestado | 43' | Javier Casquero |
| Amonestado | 82' | Cata Díaz       |
| Expulsado  | 86' | Fabio Celestini |

| Árbitro             | Alberto Undiano Mallenco       |
| Árbitros asistentes | Fermín Martínez Ibáñez         |
| Árbitros asistentes | Roberto Díaz Pérez Del Palomar |
| Cuarto árbitro      | Bernardino González Vázquez    |

|                        |
|                        |
| Campeón Valencia C. F. |
| 7.º título             |

## Máximos goleadores
| #   | Jugador         | Equipo    | Goles | Partidos |
| --- | --------------- | --------- | ----- | -------- |
| 1.º | Migue Soler     | Denia     | 6     | 5        |
| 2.º | Nikola Žigić    | Valencia  | 4     | 3        |
| =   | Thierry Henry   | Barcelona | 4     | 7        |
| =   | Joaquín Sánchez | Valencia  | 4     | 8        |
| =   | Juan Mata       | Valencia  | 4     | 7        |